# Pseudosasa
Pseudosasa es un género de pequeños a medianos bambúes. Esas especies usualmente tienen una rama en cada nudo, perteneciente a la familia de las poáceas. Es originario del este de Asia. Comprende 68 especies descritas y de estas, solo 20 aceptadas.

## Taxonomía
El género fue descrito por Makino ex Nakai y publicado en Journal of the Arnold Arboretum 6(3): 150. 1925.  La especie tipo es: Pseudosasa japonica
Etimología
El nombre del género toma su nombre por su parecido al género Sasa.

## Especies
- Pseudosasa acutivagina
- Pseudosasa aeria
- Pseudosasa amabilis
- Pseudosasa brevivaginata
- Pseudosasa cantorii
- Pseudosasa gracilis
- Pseudosasa hindsii
- Pseudosasa japonica
- Pseudosasa jiangleensis
- Pseudosasa longiligula
- Pseudosasa maculifera:
- Pseudosasa magilaminaris
- Pseudosasa orthotropa
- Pseudosasa pubiflora
- Pseudosasa subsolida
- Pseudosasa viridula
- Pseudosasa wuyiensis
- Pseudosasa yuelushanensis